# Milla corrida

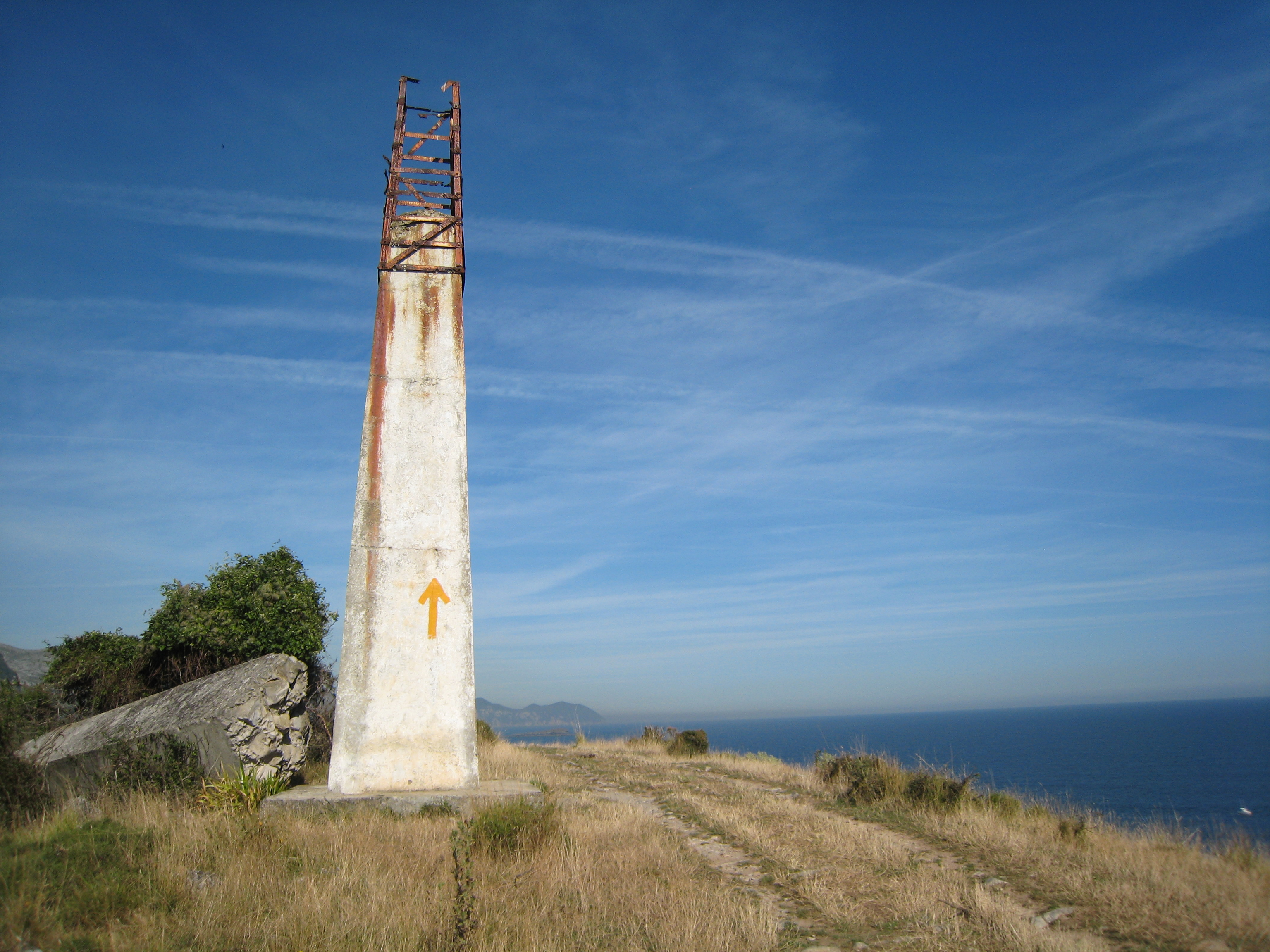
Una de las torres que componían las millas corridas de Islares, en la costa de Cantabria (España). Hoy en desuso, las torres se construyeron en el año 1931 a instancias de los astilleros navales de Bilbao como campo de pruebas de velocidad de los buques que construían y reparaban.

Las millas corridas o millas medidas son un conjunto de estructuras compuestas por dos pares de torres. Servían para medir el rendimiento de los buques, determinando la velocidad y el consumo combustible de los barcos.
Estas torres o postes se encuentran dispuestas en la costa de tal manera que forman dos líneas visibles desde el mar, con una distancia de 1,2 millas náuticas entre ellas. El propósito de estas estructuras era que los buques realizaran en el mar un recorrido entre las dos líneas marcadas en al menos tres pasadas. Este recorrido debía hacerse en direcciones alternas para compensar el efecto del viento o la marea en la medición.
Estas torres servían como puntos de referencia visual para los navegantes y ayudaban a medir la distancia recorrida por los buques en el mar. Al obligar a los buques a pasar entre los dos pares de líneas de torres y realizar el recorrido varias veces, se minimizaban los errores causados por los factores ambientales, lo que garantizaba mediciones más precisas.

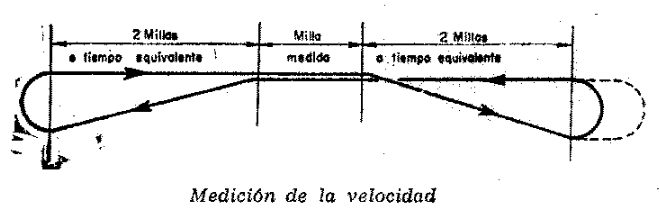
Esquema para la medición de velocidad de milla corrida según el Reglamento de reconocimiento de buques y embarcaciones mercantes aprobado en 1971 según decreto por el Gobierno de España.

Este método de medición era especialmente importante en una época en la que no existían tecnologías avanzadas de navegación como los modernos sistemas globales de navegación por satélite. Las millas corridas proporcionaban una referencia visual clara y confiable para los marineros, lo que les permitía determinar su posición y calcular la distancia que habían recorrido en el mar.
Además de la utilidad práctica en su momento, hoy en día las millas corridas se han convertido también en un hito icónico de las costas por el ingenio que persiste detrás de su diseño.

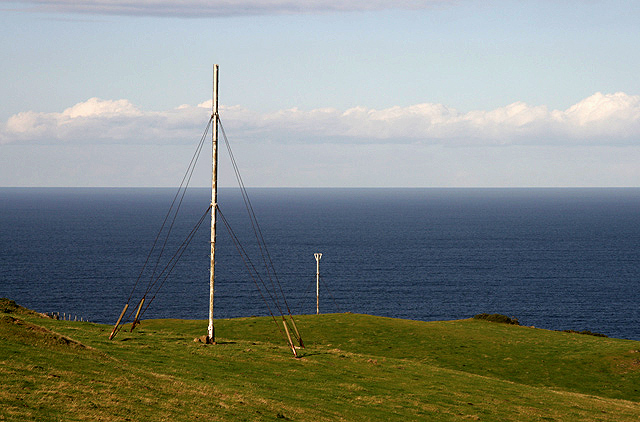
Postes de distancia del Almirantazgo en el cabo de St. Abb (Reino Unido).
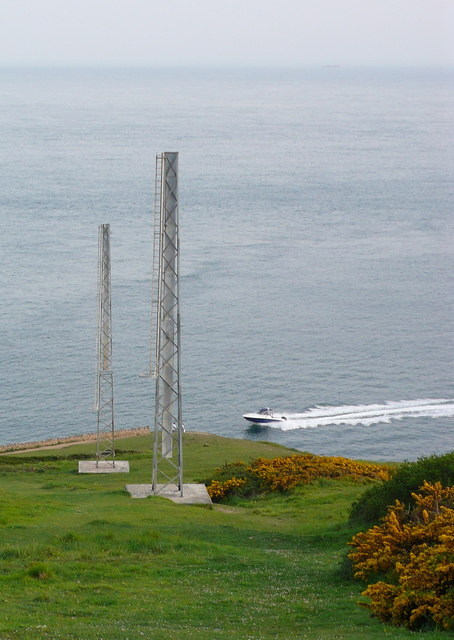
Marcadores de millas náuticas cerca del faro de Anvil Point (Reino Unido).
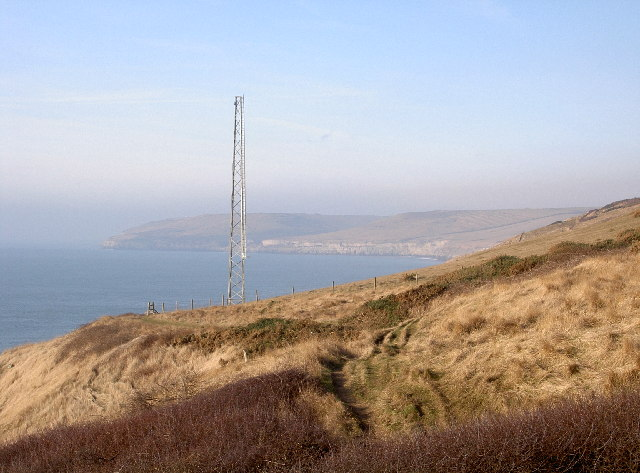
Marcador de milla náutica en los acantilados de Swanage (Reino Unido).